# Lelwel
De Lelwel (Alcelaphus buselaphus lelwel) is een ondersoort van het hartenbeest, die voorkomt in de Centraal-Afrikaanse Republiek, de Democratische Republiek Congo, Ethiopië, Kenia, Oeganda, Soedan, Tanzania, Tsjaad en Zuid-Soedan. 
De lelwel kan hybridiseren met het Cokes hartenbeest om zo het Kenia-hooglandhartenbeest te vormen (A. b. lelwel × cokii) of met het Swaynes hartenbeest om zo het Neumann hartenbeest te vormen (A. b. lelwel × swaynei).